# Reeler

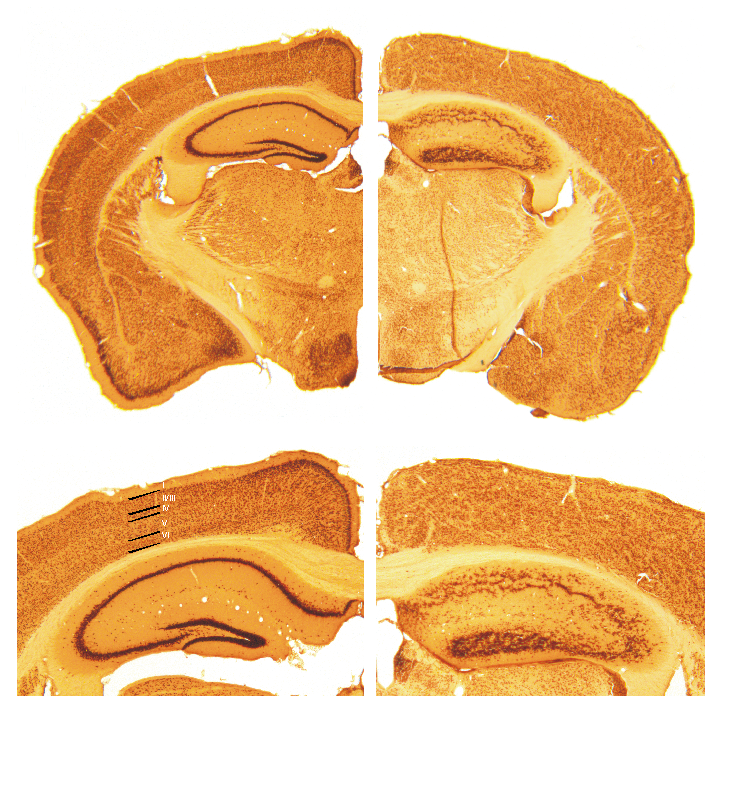
Зрізи мозку здорової миші (ліворуч) і миші reeler

Reeler — мутантна лінія мишей, в організмі яких не виробляється білок рилін. Успадкування мутації має аутосомно-рецесивний характер. Відсутність риліну приводить до порушення міграції нейронів і дезорганізації шарів кори мозку. У миші reeler шари кори мозку практично інвертовані, розташовані «ззовні всередину». Гіпоплазія мозочка приводить до ходи, що похитується, завдяки якій миша отримала свою назву. У субвентрикулярній і субгранулярній зонах мозку у миші reeler порушена міграція нейробластів. Дослідження мишей reeler дозволяє вивчити механізми нейрогенезу і будови мозку та порушення цих процесів.